# گیاه‌پارچ شکم‌دار
گیاه‌پارچ شکم‌دار (نام علمی: Nepenthes ventricosa)، یک گونه از سرده گیاه‌پارچ‌ها و بومی فیلیپین است، جایی که گونه‌ای کوهستانی در ارتفاع ۱۰۰۰ تا ۲۰۰۰ متر بالاتر از سطح دریا رشد می‌کند. در جزایر لوزون، پانای و سیبویان به ثبت رسیده است. پارچ‌ها متعدد هستند و تا ۲۰ سانتی‌متر بلند می‌شوند و رنگ آنها از سفید عاجی تا قرمز متغیر است.
گیاه‌پارچ شکم‌دار بسیار نزدیک به گیاه‌پارچ سیبویان و گیاه‌پارچ بورکی است، اما می‌توان آن را با وسط کمردارتر به پارچ‌ها، دهان کوچک‌تر و به‌طور کلی کلاهک نازک‌تر تشخیص داد.

## جوره‌های گونه
گیاه‌پارچ شکم‌دار جوره لوتئوویریدیس (۱۹۹۹) Nomen nudum

## دورگه‌های طبیعی
گیاه‌پارچ باله‌دار × گیاه‌پارچ شکم‌دار = گیاه‌پارچ × ventrata